# John Newman
John William Peter Newman, född 16 juni 1990 i Settle, North Yorkshire, är en brittisk sångare, låtskrivare, musiker DJ och musikproducent. Han är mest känd för sin låt "Love Me Again" som hamnade på första plats på UK Singles Chart. Låten inkluderades i hans debutalbum, Tribute, som släpptes i oktober 2013.

## Biografi
John Newman växte upp i Settle och studerade vid Settle College. Som barn blev han lämnad av sin far, hans mor Jackie fick ta hand om honom och hans äldre bror James. Modern fick försörja familjen som receptionist och tjänade ett pund om dagen. Vid 14 års ålder började Newman att uppträda på lokala pubar runt om i sin hemstad.

## Diskografi

### Album
- 2013 – Tribute
- 2015 – Revolve

### Singlar
| År   | Titel            | Album   |
| ---- | ---------------- | ------- |
| 2013 | "Love Me Again"  | Tribute |
| 2013 | "Cheating"       | Tribute |
| 2013 | "Losing Sleep"   | Tribute |
| 2014 | "Out of My Head" | Tribute |
| 2016 | "Olé"            | —       |

### Tillsammans med andra
| År   | Titel                                                             | Album  |
| ---- | ----------------------------------------------------------------- | ------ |
| 2012 | "Feel the Love" (Rudimental featuring John Newman)                | Home   |
| 2012 | "Not Giving In" (Rudimental featuring John Newman and Alex Clare) | Home   |
| 2014 | "Blame" (Calvin Harris featuring John Newman)                     | Motion |